# 顏翎熹
顏翎熹（1989年7月6日—），曾改名顏色不分藍綠支持性專區颜色田慎節，臺灣政治人物、模特兒、網紅，藝名「Molly翎熹」，現任嘉義市議員，出生於臺北縣（今新北市），畢業於真理大學運動資訊傳播學系，曾任《楓之谷》、《戰艦世界》、《傳說對決》等多項電競展主持及實況主播。
2022年因不滿南投縣政府對南投草屯旭光高中生涉嫌性侵案的處理而改名，以無黨籍身分參加第十一屆嘉義市議會選舉，同時因其特殊姓名及形象引人注目，最終以2,813票（5.57%得票率）當選。2023年送出成立性專區之可能性的提案並獲10名議員支持，此議案於同年12月5日嘉義巿議會定期會中順利通過，同年將其名字改回原姓名「顏翎熹」。

## 從政

### 2022嘉義市議員
嘉義市第一選舉區（東區）18人參選、應選10席，其獲得2,813票、得票率5.57%，位列第9名，成功當選嘉義市議會第11屆議員。

#### 嘉義市第一選舉區（東區）
- 應選出名額：10席 ，含婦女保障名額：2席
- 選舉人數：96,538
- 投票數（投票率）：51,401（53.24%）
- 有效票（比率）：50,512（98.27%），無效票（比率）：889（1.73%）

| 號次 | 候選人                           | 性別 | 政黨         | 得票數 | 得票率 | 當選標記 |
| ---- | -------------------------------- | ---- | ------------ | ------ | ------ | -------- |
| 1    | 林瑞霞                           | 女   | 無黨籍       | 1,958  | 3.88%  |          |
| 2    | 蔡永泉                           | 男   | 台灣團結聯盟 | 2,188  | 4.33%  |          |
| 3    | 張榮藏                           | 男   | 無黨籍       | 2,892  | 5.73%  |          |
| 4    | 陳家平                           | 男   | 中國國民黨   | 3,947  | 7.81%  |          |
| 5    | 傅大偉                           | 男   | 中國國民黨   | 5,054  | 10.01% |          |
| 6    | 黃盈智                           | 男   | 民主進步黨   | 4,259  | 8.43%  |          |
| 7    | 郭文居                           | 男   | 無黨籍       | 2,437  | 4.82%  |          |
| 8    | 凌子楚                           | 男   | 民主進步黨   | 2,447  | 4.84%  |          |
| 9    | 梁樹綸                           | 男   | 中國國民黨   | 2,524  | 5.00%  |          |
| 10   | 郭定緯                           | 男   | 中國國民黨   | 3,404  | 6.74%  |          |
| 11   | 黃露慧                           | 女   | 民主進步黨   | 4,292  | 8.50%  |          |
| 12   | 林昱孜                           | 女   | 臺灣民眾黨   | 870    | 1.72%  |          |
| 13   | 張敏琪                           | 女   | 中國國民黨   | 3,438  | 6.81%  |          |
| 14   | 顏色不分藍綠支持性專區顏色田慎節 | 女   | 無黨籍       | 2,813  | 5.57%  |          |
| 15   | 吳家慧                           | 女   | 無黨籍       | 486    | 0.96%  |          |
| 16   | 翁渙瑤                           | 男   | 台灣基進     | 1,350  | 2.67%  |          |
| 17   | 李奕德                           | 男   | 無黨籍       | 2,771  | 5.49%  |          |
| 18   | 戴寧                             | 女   | 無黨籍       | 3,382  | 6.70%  |          |

## 軼事
其當選後不久，社交平台和通訊軟體流傳兩段一名穿著性感女子洗車的影片，並搭配訊息指稱：「轉發，台灣病了！新當選的嘉義市議員『田慎節』在文化路謝票。這位新科議員採取這種謝票方式，可說是全台最有誠意的謝票。完勝義大利的『老白菜』，嘉義之光！」。對此，找來其參選的網紅「小商人」在臉書貼文表示，幾天前就在LINE群組上看到一個泰國妹子洗車的影片，並謠傳這是其當選謝票影片，他本人不當一回事，直到看了影片以後當場震怒，「顏議員當選人明明就170高，她最好是有那麼瘦啦！」。而其本人也在貼文底下回應：「對不起我真的沒這麼瘦，而且我不太會跳舞。」影片中洗車女子的身分，根據《台灣事實查核中心》報告，是泰國著名網紅Qanan Kanokyada（กนกญาดา จิตอำพัน），網傳影片錄製於2022年11月18日她參加之車展活動。

## 外部連結
- Molly 翎熹的Facebook專頁
- Molly 翎熹的Instagram帳戶
- YouTube上的olamolly76頻道